# Hill Building
El Hill Building es un rascacielos modernista de 17 pisos ubicado en Durham, la ciudad más poblada de Carolina del Norte (Estados Unidos). Construido entre 1935 y 1937,  fue diseñado por el estudio de arquitectura  Shreve, Lamb & Harmon, más conocido por el diseño del Empire State Building.
Nombrado en honor a John Sprunt Hill, y construido para albergar a Durham Bank & Trust Company, el edificio está equipado con ornamentación art déco, puertas interiores acanaladas y un buzón exquisitamente elaborado. El edificio está en el corazón del centro de Durham, ubicado en la intersección de las calles Main y Corcoran. El edificio Hill fue la sede del Durham Bank & Trust y de su sucesor, el Central Carolina Bank and Trust, desde 1937 hasta su compra en 2005 por SunTrust Banks, que tuvo su sede local en el edificio hasta 2006.
Greenfire Real Estate Holdings, que compró el edificio Hill en 2006, renovó con éxito el edificio en un hotel de lujo de 165 habitaciones. La ciudad de Durham votó para agregar 4,2 millones de dólares después de una audiencia pública el 20 de septiembre de 2010 sobre este plan, y el Condado de Durham votó para agregar 1 millón. Greenfire esperaba que los créditos fiscales históricos proporcionaran11 millones y otros créditos fiscales agregarían 4 millones.
En febrero de 2013, Greenfire formó una empresa conjunta con el operador hotelero 21C Museum Hotels con sede en Kentucky. La construcción comenzó a fines de julio de 2013 y se completó en 2015.
La multinacional Skanska estuvo a cargo del proyecto de construcción en asociación con 21c Museum Hotels. La renovación también incluye un plan para un museo de arte contemporáneo, restaurantes de lujo, bar y salón de baile. El museo está abierto las 24 horas del día y ofrece entrada gratuita. Se estima que se gastaron 48 millones de dólares para completar la renovación completa del edificio Hill.

## Galería

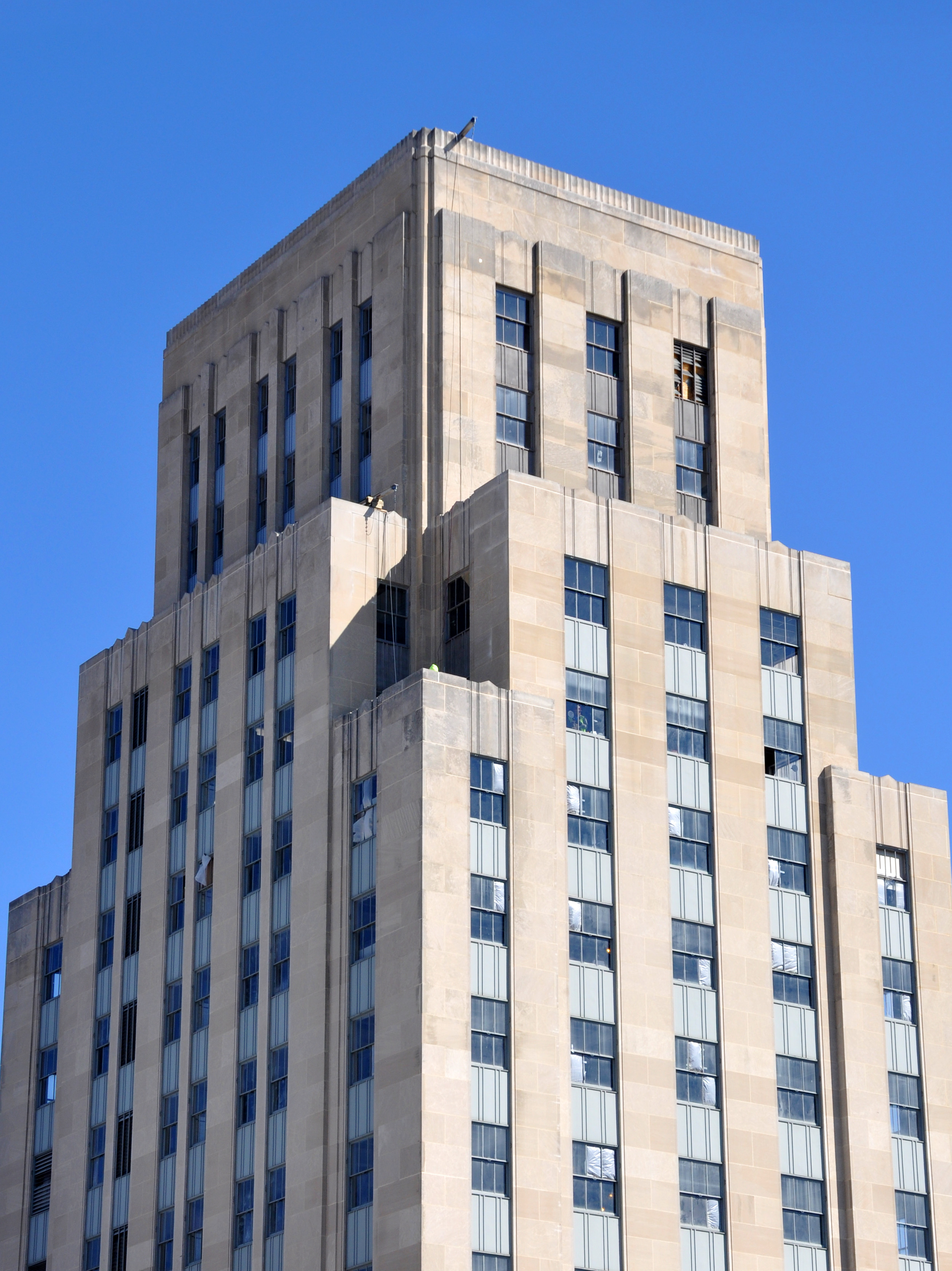
Vista de cerca del Hill Building
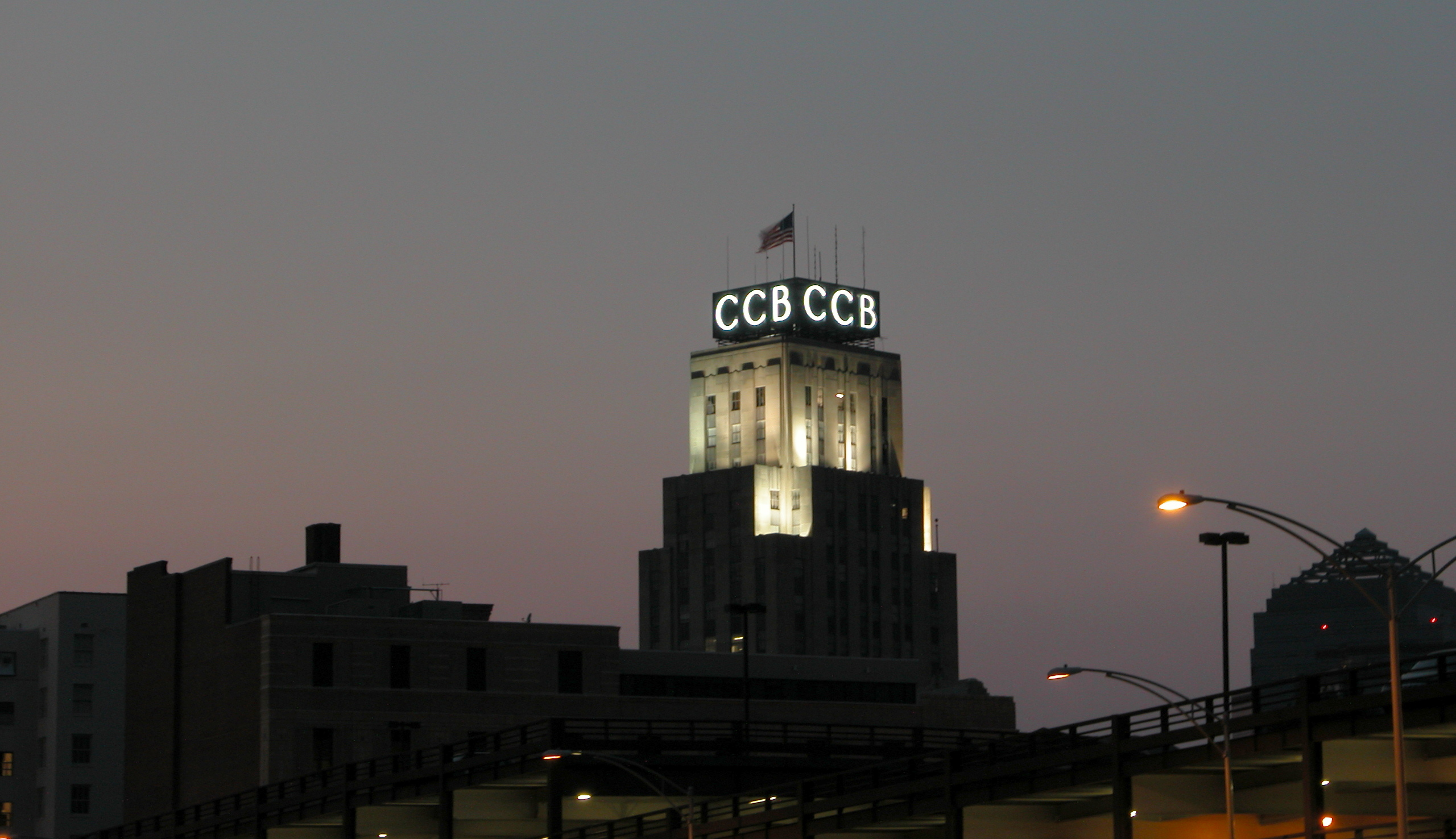
El Hill Building de noche
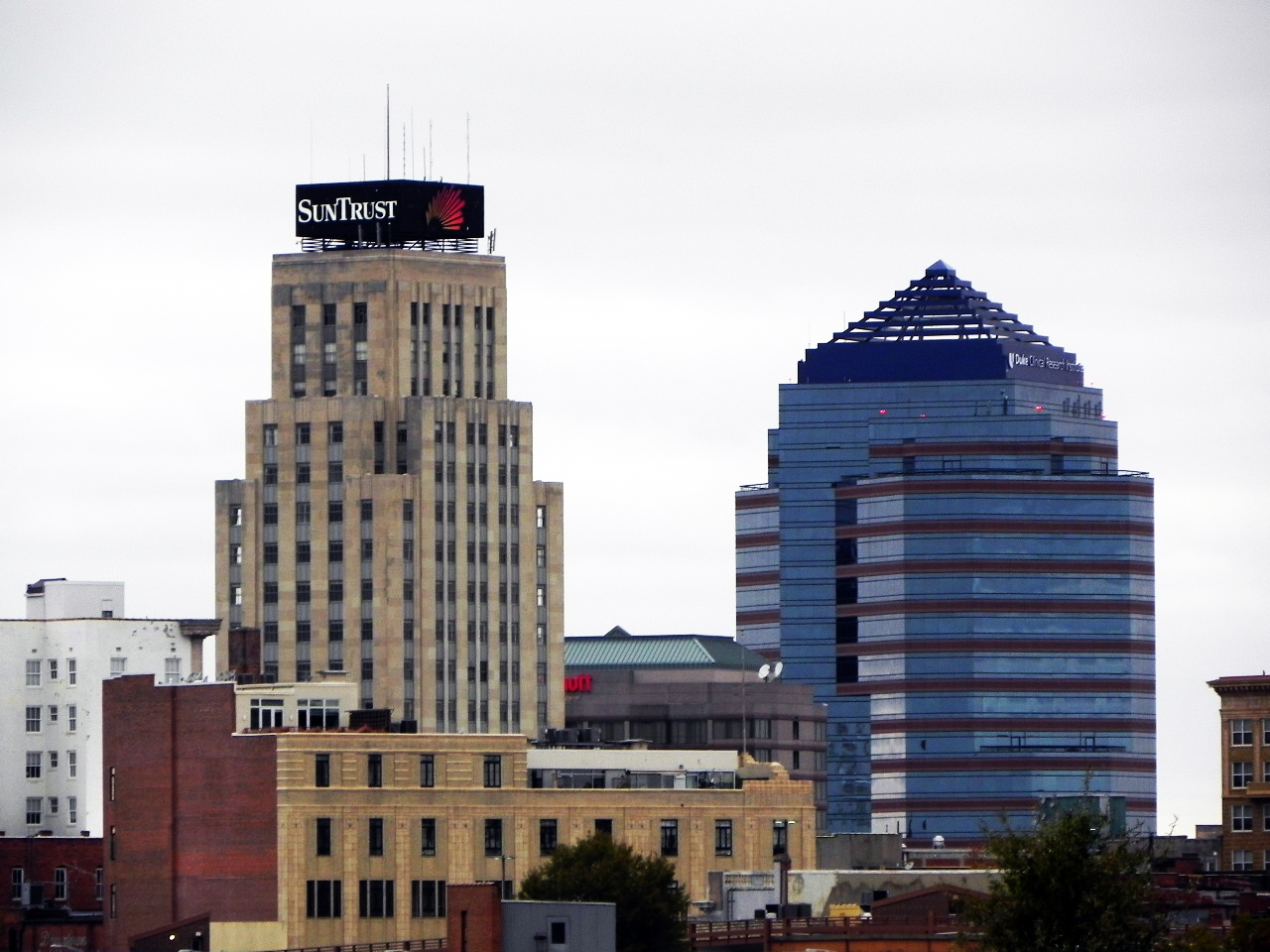
El Hill Building dominando el horizonte de Durham
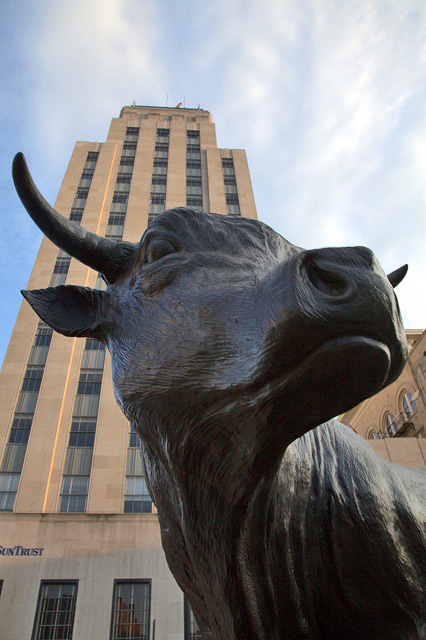
Estatua del "Toro de Durham" frente al Hill Building